# War of the Arrows
War of The Arrows ou A Guerra das Flechas é um filme sul-coreano de 2011 estrelado por Park Hae-il, Ryu Seung-ryong e Moon Chae-won. Ambientado na Segunda Invasão Manchu à Coreia, o filme retrata sobre um arqueiro que arrisca a sua vida para salvar a irmã da escravatura do Príncipe Dorgon.
Elogiado pelas críticas por seu andamento e combates, War of The Arrows gerou uma audiência de 7,48 milhões, tornando-o o filme de maior bilheteria da Coreia do Sul no ano de 2011.

## Enredo
O filme começa com duas crianças, Nam-yi e Ja-in sendo perseguidas por guardas do Rei Injo e salvas por seu pai, Choi Pyeong-ryung, um oficial do Rei Gwanghae e um habilidoso arqueiro. Ele manda seus filhos achar um lugar para refugiar-se com seu melhor amigo, Kim Mu-seon. Conforme eles escapam chorando, Ja-in implora para seu irmão voltar lá mas seu pai é morto bem na frente de Nam-yi. Nam-yi, apesar de mordido pelos cães dos guardas, os mata e foge com Ja-in. Nam-yi torna-se a única família que Ja-in tem. 
13 anos depois Nam-yi agora é um habilidoso arqueiro e caçador. O filho de Mu-seon, Seo-goon diz à Nam-yi que ele e Ja-in pretendem se casar, com a aprovação de Mu-seon, que é também padrinho de Ja-in.
Durante o casamento Nam-yi está no alto das montanhas caçando cervos. Ele ouve o ruído das forças invasoras. Quando Nam-yi volta à vila, encontra seu padrasto morto e sua irmã é levada. Nam-yi então sai para encontrar o exército Qing e derrotá-lo com seu arco, matando muitos deles, incluindo o príncipe. O grande comandante do exército Qing, Jyuushinta descobre um homem misterioso seguindo seus homens e os matando um por um. Jyuushinta então sai para encontrar Nam-yi. Apesar de Nam-yi ter sido acertado no braço, ele atira de volta em Jyuushinta e em um de seus homens e os dois caem. Nam-yi vai embora para achar Ja-in achando que Jyuushinta está morto, mas ele não está. Enquanto isso, Nam-yi encontra Ja-in em um campo. Eles estão prestes a reunir-se quando Ja-in vê Jyuushinta mirando em Nam-yi no alto de um morro. Mas antes da flecha acertar Nam-yi, Ja-in atira no cavalo, que cai e faz com que Jyuushinta erre o tiro. Conforme Nam-yi e Jyuushinta se enfrentam, Ja-in corre entre eles. Nam-yi erra, mas Jyuushinta consegue acertar o peito de Nam-yi. Jyuushinta ameaça matar Ja-in lentamente, bem na sua frente. Em resposta, Nam-yi remove a flecha do seu peito, e com suas últimas forças, atira no pescoço de Jyuushinta. Jyuushinta e Nam-yi morreram.

## Elenco
| Personagem          | Ator            |
| ------------------- | --------------- |
| Choi Nam-yi         | Park Hae-il     |
| Choi Ja-in          | Moon Chae-won   |
| Kim Seo-goon        | Kim Mu-yeol     |
| Jyuushinta          | Ryu Seung-ryong |
| Dorgon              | Park Ki-woong   |
| Nogami              | Ryohei Otani    |
| Gang-du             | Kim Ku-taek     |
| Gab-yong            | Lee Han-wi      |
| Kim Mu-seon         | Lee Geung-young |
| Eun-yi              | Kang Eun-jin    |
| Wan-han             | Lee Seung-joon  |
| Hoo-man             | Lee Jae-gu      |
| Jang-soon           | Park No-shik    |
| Choi Nam-yi (jovem) | Lee David       |
| Choi Ja-in (jovem)  | Jeon Min-seo    |
| Choi Pyeong-ryung   | Yoon Dong-hwan  |

## Prêmios e indicações
| Ano  | Prêmio                                    | Categoria                                  | Nomeado                       | Resultado |
| ---- | ----------------------------------------- | ------------------------------------------ | ----------------------------- | --------- |
| 2011 | Grand Bell Awards                         | Melhor filme                               | War of the Arrows             | Indicado  |
| 2011 | Grand Bell Awards                         | Melhor ator                                | Park Hae-il                   | Venceu    |
| 2011 | Grand Bell Awards                         | Melhor atriz estreante                     | Moon Chae-won                 | Venceu    |
| 2011 | Grand Bell Awards                         | Melhor cinematografia                      | Kim Tae-seong, Park Jong-chul | Indicado  |
| 2011 | Grand Bell Awards                         | Melhor direção de arte                     | Jang Chun-seop                | Indicado  |
| 2011 | Grand Bell Awards                         | Melhor figurino                            | Kwon Yu-jin                   | Indicado  |
| 2011 | Grand Bell Awards                         | Melhores efeitos visuais                   | Han Young-woo                 | Venceu    |
| 2011 | Grand Bell Awards                         | Melhores efeitos sonoros                   | Choi Tae-young                | Venceu    |
| 2011 | Korean Association of Film Critics Awards | Melhor cinematografia                      | Kim Tae-seong, Park Jong-chul | Venceu    |
| 2011 | Korean Association of Film Critics Awards | Melhores efeitos visuais                   | Han Young-woo                 | Venceu    |
| 2011 | Blue Dragon Film Awards                   | Melhor filme                               | War of the Arrows             | Indicado  |
| 2011 | Blue Dragon Film Awards                   | Melhor diretor                             | Kim Han-min                   | Indicado  |
| 2011 | Blue Dragon Film Awards                   | Melhor ator                                | Park Hae-il                   | Venceu    |
| 2011 | Blue Dragon Film Awards                   | Melhor ator coadjuvante                    | Ryu Seung-ryong               | Venceu    |
| 2011 | Blue Dragon Film Awards                   | Melhor atriz estreante                     | Moon Chae-won                 | Venceu    |
| 2011 | Blue Dragon Film Awards                   | Melhor cinematografia                      | Kim Tae-seong                 | Indicado  |
| 2011 | Blue Dragon Film Awards                   | Melhor direção de arte                     | Jang Chun-seop                | Indicado  |
| 2011 | Blue Dragon Film Awards                   | Melhor iluminação                          | Kim Gyeong-seok               | Indicado  |
| 2011 | Blue Dragon Film Awards                   | Melhor música                              | Kim Tae-seong                 | Indicado  |
| 2011 | Blue Dragon Film Awards                   | Prêmio técnico                             | Oh Se-young                   | Venceu    |
| 2011 | Blue Dragon Film Awards                   | Escolha do público para filme mais popular | War of the Arrows             | Venceu    |
| 2011 | Korean Culture and Entertainment Awards   | Grande Prêmio "Daesang" para filme         | Park Hae-il                   | Venceu    |
| 2011 | Korean Culture and Entertainment Awards   | Top Excellence Award, ator em um filme     | Ryu Seung-ryong               | Venceu    |
| 2011 | Korean Culture and Entertainment Awards   | Excellence Award, atriz em um filme        | Moon Chae-won                 | Venceu    |
| 2012 | Asian Film Awards                         | Melhor ator                                | Park Hae-il                   | Indicado  |
| 2012 | Asian Film Awards                         | Escolha do público para ator favorito      | Park Hae-il                   | Indicado  |
| 2012 | Baeksang Arts Awards                      | Melhor ator                                | Park Hae-il                   | Indicado  |

## Recepção
No IMDb, o filme pontuou 7,2 estrelas (uma taxa de 72% de aprovação), baseando-se em 8529 avaliações.